# ジェリー・サンダース
ウォルター・ジェリー・サンダース（英: Walter Jerry Sanders III、1936年9月12日 - ）は、アメリカの半導体企業アドバンスト・マイクロ・デバイセズ (AMD) の創立者の1人で、長年同社の CEO を務めた。「真の男ならファブ（工場）を持つ」という有名なセリフで知られる。

## 経歴
イリノイ州シカゴで、父方の祖父母と共に幼少期を過ごした。1度、街のチンピラに襲われたことがあり、血まみれで倒れていたのを発見され、聖職者が呼ばれ、病者の塗油の秘跡が行われた。しかし、彼は奇跡的に回復した。Pullman railroad car company の奨学金を得てイリノイ大学に進学。工学の学士号を1958年に取得した。
卒業後、ダグラス・エアクラフトに就職。その後、モトローラ、フェアチャイルドセミコンダクターと転職。1960年代のフェアチャイルドでは、最高のセールスマンとして知られるようになり、そのスタイルやセンスも有名になった。
1968年、社長だったシャーマン・フェアチャイルドは、当時モトローラの副社長だったレスター・ホーガン率いる新たな経営チームをフェアチャイルドセミコンダクターに招いた。彼らは非常に保守的な集団で、サンダースとすぐに衝突するようになった。
1969年、フェアチャイルドの一部技術者が新たな会社を設立することを決め、アドバンスト・マイクロ・デバイセズ（AMD）が誕生した。彼らはジェリー・サンダースに参加を要請し、彼はそれを受けて社長となった。
CEO としての働きぶりは、独特だった。セールスマンの1人として動き、常に難しい交渉に加わってそれを治めた。ロサンゼルス営業所が気に入っていてよく訪れ、ビバリーヒルズのヒルトンによく宿泊した。サンダースは金を稼ぐのが好きだったが、富を得るには AMD の全従業員が稼げるようにすることが重要だと気づいた。裕福になってくると、彼は全従業員のために大いに財産を浪費した。四半期決算で初の百万ドルを記録したとき、サンダースは百ドル札の札束を手に会社の入り口に立ち、それを従業員全員に渡した。全従業員にストックオプションが与えられたが、当時としては異例だった。
サンダースは同社の営業とマーケティング部門を強力なものにしていったため、技術や生産設備では競合他社に若干遅れをとったとしても対抗できた。彼は会社の成功を従業員たちと分かち合った。あるとき、販売目標を達成した記念に全従業員によるくじ引きが行われ、移民の工場作業員が20年間毎月1000ドルという賞金を手にした。
1974年は特に景気後退が激しく、同社は倒産しそうになったが乗り越えた。不景気にあっても従業員を解雇しなかったのは、フェアチャイルドでの頻繁な解雇への反動である。その代わり、開発を早め、営業成績を伸ばすため、休日出勤するよう全従業員に頼んだ
1982年、サンダースは AMD を IBM へのインテルマイクロプロセッサのセカンドソースとするライセンス契約を結んだ。この契約が後に AMD がインテルの唯一の対抗企業へと成長するきっかけであった。
2000年、モトローラの半導体製品部門の責任者だったヘクター・ルイズを雇い入れ、後継者に指名した。2002年、ルイズは後任の CEO となった。